# Something to Live For
Something to Live For är ett musikalbum från 1999 av jazzpianisten Jan Lundgren. Albumet är en hyllning till Duke Ellington och hans musik.

## Låtlista
1. Something to Live For (Duke Ellington/Billy Strayhorn) – 5'36
2. In a Sentimental Mood (Duke Ellington) – 4'45
3. Raincheck (Billy Strayhorn) – 3'34
4. Isfahan (Duke Ellington/Billy Strayhorn) – 4'16
5. Prelude to a Kiss (Duke Ellington) – 5'34
6. Azure (Duke Ellington) – 3'17
7. Caravan (Duke Ellington/Juan Tizol) – 3'58
8. Blood Count (Billy Strayhorn) – 6'04
9. Reminiscences of a Duke: I. Pace (Magnus Lindén) – 5'03
10. Reminiscences of a Duke: II. Mood (Magnus Lindén) – 5'58
11. Reminiscences of a Duke: III. Speed (Magnus Lindén) – 5'18
12. Looking Glass (Duke Ellington) – 3'41

## Medverkande
- Jan Lundgren – piano
- Mattias Hjort – bas
- Rasmus Kihlberg – trummor
- Ola Bothzén – slagverk (spår 1, 7)
- Börje Backman – flöjt
- Katarina Blixt – oboe
- Jack Larsson – klarinett
- Fredrik Persson – fagott
- Lars Tapper – valthorn
- Anna Bergström, Jenny Eklund, Lennart Fredriksson, Kerstin Nedler, Marie Louise Sjöber, Monica Stanikowska, Liselott Wangendahl – violin
- Andrea Elgström, Jacob Ruthberg – viola
- Robert Wiklander – cello
- Dario Losciale – kontrabas
- Bo Sylvén – arrangemang (spår 1–2, 4–5, 7–8)